# تايسي مياشيرو
تايسي مياشيرو (باليابانية: 宮代 大聖) (مواليد 26 مايو 2000) هو لاعب كرة قدم ياباني.

## وصلات خارجية
- تايسي مياشيرو على موقع الاتحاد الدولي (مؤرشف)  (الإنجليزية)
- تايسي مياشيرو على موقع رابطة كرة القدم اليابانية للمحترفين (اليابانية)
- تايسي مياشيرو على موقع إي إس بي إن إف سي (الإنجليزية)
- تايسي مياشيرو على موقع قاعدة بيانات كرة القدم.إي يو (الإنجليزية)
- تايسي مياشيرو على موقع Soccerbase.com (لاعب) (الإنجليزية)
- تايسي مياشيرو على موقع Soccerway.com (الإنجليزية)
- تايسي مياشيرو على موقع عالم كرة القدم.نت (الإنجليزية)